# Pfauenaugenbuntbarsch
Der Pfauenaugenbuntbarsch (Astronotus ocellatus) ist ein urtümlich erscheinender Großcichlide aus dem peruanischen und brasilianischen Amazonenstromsystem.

## Merkmale

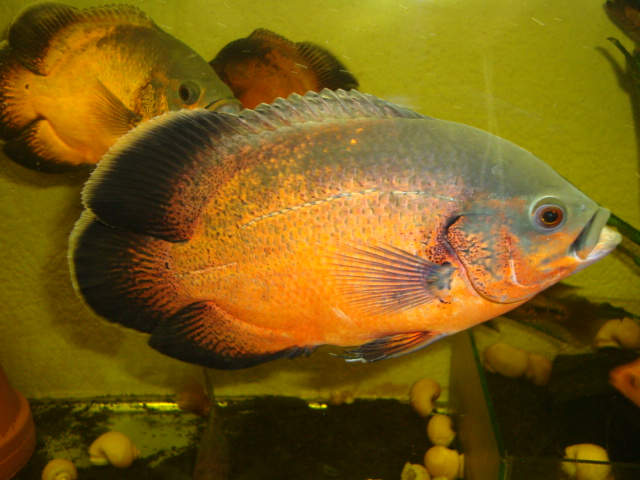
Zuchtform „Roter Oskar“

Der Pfauenaugenbuntbarsch kann eine Gesamtlänge von bis zu 45 Zentimetern und ein Gewicht von ca. 1,5 Kilogramm erreichen. Sein Körper ist schlank, seitlich leicht abgeflacht und oval. Der Kopf ist stumpf und besitzt ein sehr großes Maul mit stark ausgeprägten Lippen. Der Unterkiefer steht vor.
Die Rückenflosse hat 11 bis 14 Hart- und 19 bis 21 Weichstrahlen, die Afterflosse drei Hart- und 15 bis 17 Weichstrahlen.

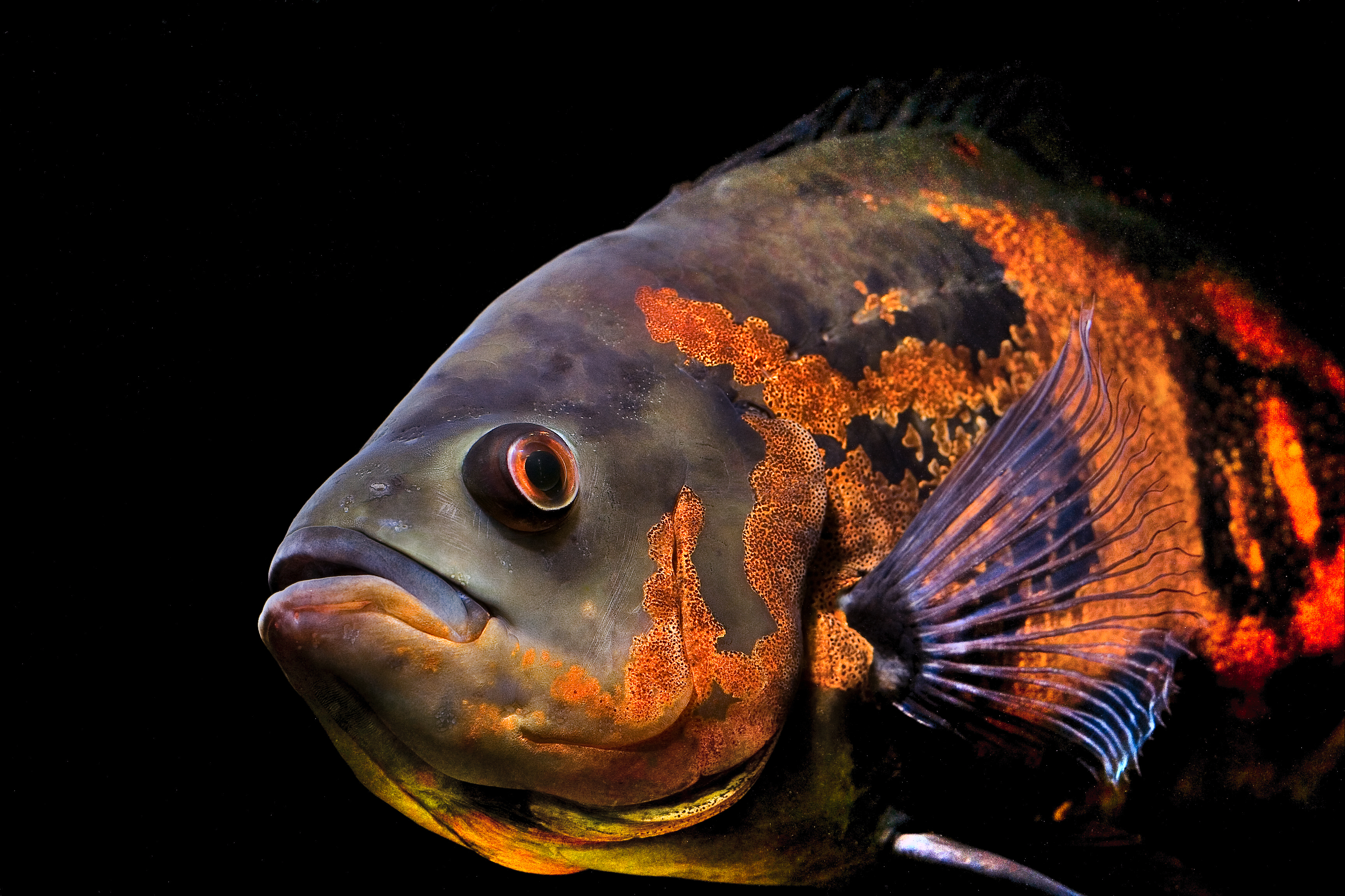
Ansicht von vorn

Der Körper des Pfauenaugenbuntbarsches weist eine dunkelgrüne bis graue Grundfärbung auf. Von der Körpermitte bis zum Bauch und Kinnbereich bedecken den Körper unregelmäßige Flecke und Streifen, die rötlich braun bis glänzend orangerot gefärbt sein können. Die unpaarigen Flossen können rötlich bis orangerot gesäumt sein. An der Basis der Rückenflosse können unterschiedlich große, hell umrandete schwarze Augenflecke auftreten. Im oberen Teil des Schwanzflossenansatzes befindet sich ein markanter, meist rot oder orangerot umrandeter Augenfleck, das namensgebende „Pfauenauge“.
Astronotus ocellatus zählt zu den chaetobranchinen Buntbarschen, weil er über deutlich vergrößerte Mikro-Kiemenrechen verfügt. Seine Kiefer sind stark bezahnt und von kräftiger Muskulatur umgeben. Das weist auf eine hauptsächliche Ernährung mit Fischen und Schnecken hin.

## Vorkommen
Der Pfauenaugenbuntbarsch ist ein südamerikanischer Süßwasserfisch, der aus dem Amazonasgebiet stammt. Hier bewohnt er den Río Paraná, den Amazonas, den Río Ucayali, den Rio Solimões, den unteren Tocantins, den oberen Madeira- und Paraguay-Einzug, den Orinoco, den Rio Branco, Guyana und Französisch-Guayana. Des Weiteren wurde er in Florida, Mittelamerika und auf einigen Inseln Ozeaniens eingebürgert.
Diese Buntbarschart bevorzugt ruhige, stehende Gewässer, deshalb hält sie sich häufig in toten Seitenarmen der Flüsse auf, die dann nur während der Regenzeit mit den großen Strömen verbunden sind.

## Fortpflanzung

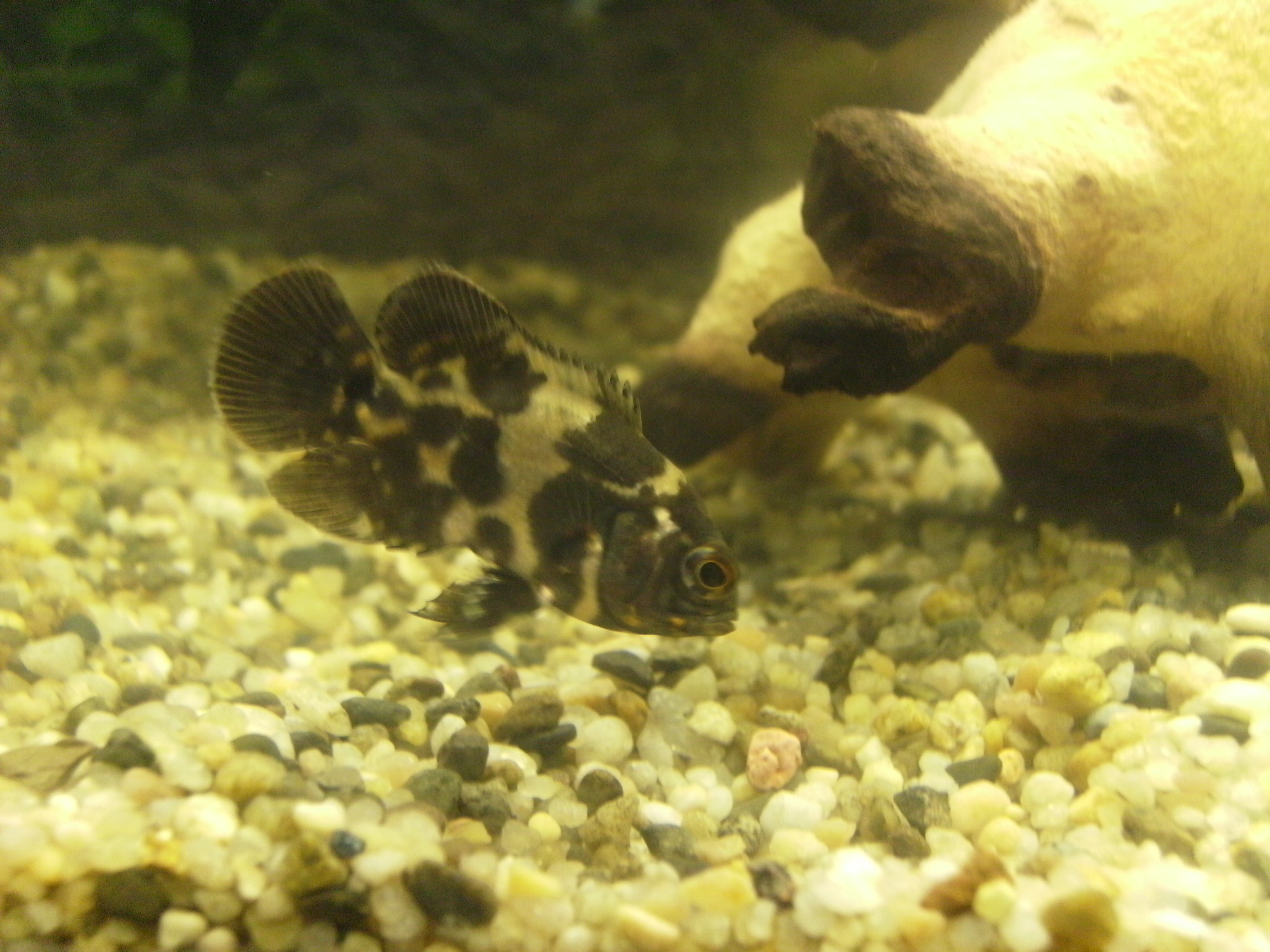
Jungfisch

Pfauenaugenbuntbarsche sind paarbildende Substratlaicher. Ihre bis zu 2000 hirsekorngroßen Eier sind gelblich und verlieren nach etwa einem Tag jede Färbung. Die nach zwei bis drei Tagen schlüpfenden Larven sind relativ klein und verfügen über drei Kopfdrüsen, mit deren klebrigem Sekret sie sich an Substraten festhalten können, wenn sie von der Wasserströmung erfasst werden. Die Larven schwimmen nach etwa fünf Tagen frei und entwickeln sich schnell. Eine Besonderheit aller Astronotus ist das Jugendkleid mit weißlicher Streifenzeichnung auf schokoladebraunem Grund.

## Systematik
Agassiz beschrieb diesen Buntbarsch 1831 als Lobotes ocellatus, weil er ihn irrtümlich für einen Meeresfisch hielt (siehe Lobotidae). Aus diesem Grund ist keine Typuslokalität bekannt. Der in der Zoologischen Staatssammlung München hinterlegte Holotypus ging im Zweiten Weltkrieg verloren.
Bis sich der schwedische Ichthyologe Sven Kullander mit diesen Fischen befasste, ging man davon aus, dass Astronotus eine monotypische Gattung sei, deren einzige Art nach Agassiz mehrfach von weiteren Autoren beschrieben worden war. Kullander zeigt jedoch auf, dass die Gattung über mehrere, teilweise noch nicht beschriebene Arten verfügt. Wissenschaftlich anerkannt sind bislang jedoch nur Astronotus ocellatus, die Typusart Astronotus crassipinnis (Heckel 1840) und Astronotus mikoljii Lozano, Lasso-Alcalá, Bittencourt, Taphorn, Perez & Farias 2022.
Aus diesem Grund ist es sehr schwierig, lebende Exemplare richtig zu determinieren. Auch die in diesem Artikel abgebildeten Individuen können nicht sicher zugeordnet werden.

## Bedeutung für den Menschen

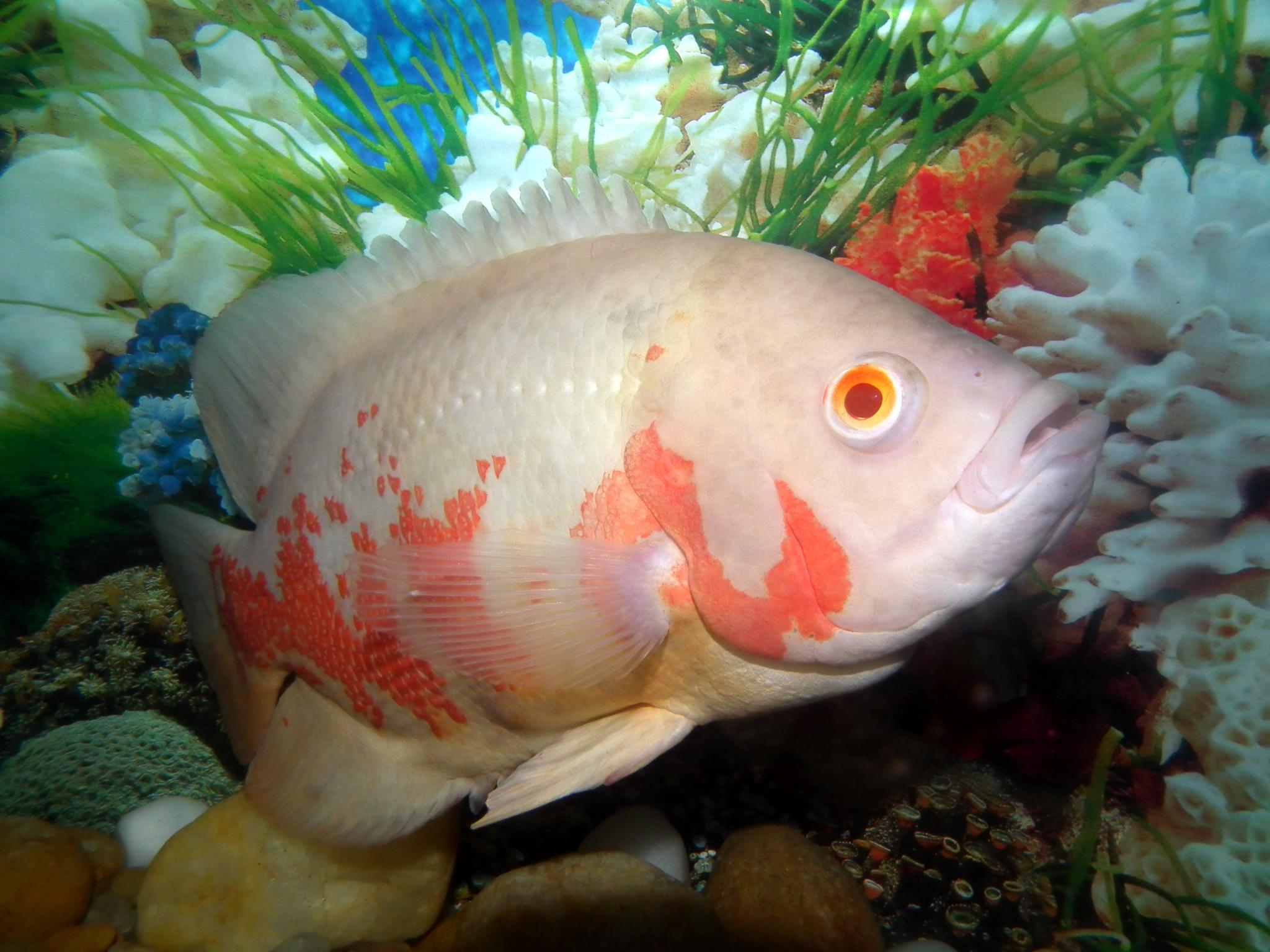
Zuchtform „Tiger-Oskar“

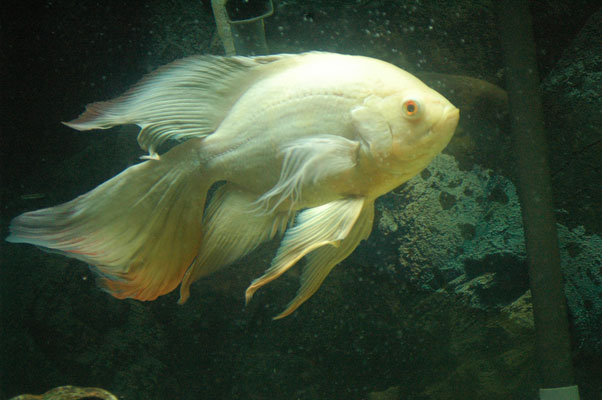
Zuchtform „Langflossen-Oskar“

Großcichliden sind in ihren Heimatgebieten wichtige und regelmäßig befischte Nahrungsmittel. Darüber hinaus sind Pfauenaugenbuntbarsche seit ihrem Erstimport – 1929 durch die Tierhandelsfirma Scholze & Poetzschke, Berlin – beliebte Aquarienfische von auf Großcichliden spezialisierten Liebhabern, die überwiegend in der Deutschen Cichliden-Gesellschaft (DCG) organisiert sind. Seit den 1970er Jahren existieren verschieden gefärbte und auch schleierflossige Zuchtformen.